# Выпускной (фильм, 2014)
«Выпускной» — российская кинокомедия 2014 года режиссёра Всеволода Бродского. Сценарий был написан Александром Незлобиным и Сергеем Светлаковым по оригинальной идее продюсеров Ильи Бурца и Дмитрия Нелидова. Исполнители главных ролей — Виктор Грудев, Кристина Исайкина и Ольга Хохлова.
Съёмки проходили в Нижнем Новгороде с 15 июня по 15 июля 2014 года.
Премьерный показ фильма состоялся 3 октября 2014 года в московском кинотеатре «Октябрь». В российский кинопрокат фильм вышел 9 октября того же года.
Слоган фильма: «Этой ночью возможно всё!».

## Сюжет
Лето 2014 года. До выпускного осталось несколько дней.
В центре сюжета фильма сразу несколько персонажей:
- новые «Ромео и Джульетта» — двое влюбленных подростков Демьян и Настя, которых пытаются разлучить их родители;
- двое юных рэперов «Плуто» и Серёга, снимающие клип к своему дебютному альбому и всё это время к ним в группу безнадёжно пытается вступить третий (Арсений, брат Демьяна);
- картавый выпускник прошлых лет, стремящийся попасть на выпускной, чтобы просто повеселиться;
- популярная девушка, не замечающая внимания со стороны одноклассника;
- девушка-эмо, которая активно пытается покончить с собой, но в итоге находит свою любовь[3].

## В ролях
- Виктор Грудев — Демьян Зиновьев
- Кристина Исайкина — Анастасия
- Сергей Бурунов — Борис Зиновьев, папа Демьяна и Арсения
- Евгения Лютая —Кристина Зиновьева, мама Демьяна и Арсения
- Константин Еремеев —Николай ,папа Анастасии
- Олеся Поташинская —Лариса ,мама Анастасии
- Ольга Хохлова —  Вера Викторовна Шалаева, директор школы, классный руководитель 11 «А» класса, мама Марии
- Яна Енжаева — Мария Шалаева
- Никита Павленко — «Гнилой»
- Тимофей Зайцев — Корчагин, картавый бывший выпускник
- Александра Макарская —Юлия Жабина по прозвищу«Жаба»
- Даниил Вахрушев — «Плуто», рэпер №1
- Никита Карпинский — Серёга, рэпер №2
- Сергей Походаев — Арсений Зиновьев, брат Демьяна («Сопля», «Арсений a.k.a. Тупак Злостный»)
- Владимир Сычёв — сторож
- Марина Федункив — Лидия
- Александр Незлобин — камео

## Критика
Картина получила в основном положительные отзывы кинокритиков:
- По мнению главного редактора журнала «Empire» Бориса Хохлова[5] лента «на голову выше всего, что снимали в жанре молодёжной комедии за последние лет двадцать <…> Несмотря на жесткий возрастной рейтинг, фильм остается вполне „правильным“ и полезным для молодёжи».
- Антон Долин из журнала «Афиша»[6] сравнивает фильм с «Американским пирогом» и отмечает «синефильскую насмотренность» создателей картины: «Вечная тема двоемыслия и лицемерия, с которым подростки вступают в стихийный конфликт, в „Выпускном“ решена крайне удачно».